# تمرد العوامية 1926 - 1927
تمرد العوامية 1926 - 1927 هو تمرد مسلح قام به بعض أهالي مدينة العوامية و إمتد إلى سيهات و كانت هذه الأحداث بسبب الجباية و الضرائب اللتي كانت تأخذها الحكومة السعودية من الأهالي الأمر اللذي أدى إلى احتقان شعبي بلغت ذروته عام 1926 - 1927 حيث تمرد قسم من أهالي العوامية و سيهات على السطة المحلية و خرج كثير منهم بأسلحتهم يطالبون برفع المظالم التي لحقت بهم. لكن الفريق الغالب من نخبة الشيعة على رأسهم القاضي الشيخ أبو عبد الكريم الحنيزي كان مع التهدئة والحوار مع المسؤولين حيث جرى التوافق مع الوفد المبعوث من عبد العزيز آل سعود إلى القطيف على النظر في مطالب الأهالي، و منها تخفيف الضرائب، وعزل أمير القطيف آنذاك عبد الرحمن ابن سويلم عن إمارة القطيف.

## التفاصيل
اضطرت الحكومة السعودية نظراً للظروف الاقتصادية الصعبة ممثلة بمحمد بن عبد الرحمن آل سويلم أمير القطيف خلال الفترة من عام (1913 - 1928م) إلى جمع الضرائب من الأهالي لتمويل مقاتلي الجيش السعودي في منطقة الحجاز وغيرها، وكانت هذه الضريبة تسمى (بالجهاد)، ومع دخول عام 1929م صدرت الأوامر بمضاعفة هذه الضريبة فسميت (بالجهاد المثنى)، ونتيجة لضيق الحال وقلة ما في اليد ثار ملاك مزارع النخيل من أهالي القطيف وقراها، فقد كانت شريحة المزارعين هي الشريحة الأكثر تضرُّرًا نتيجة فرض هذه الضريبة، فتحركت الجموع الساخطة، وحاصرت مقر أمير القطيف في الدرويشية، وفي هذه الأثناء تمكن أحد رجال أمير القطيف من الخروج خلسة من الدرويشية، والوصول إلى جزيرة دارين، وتم إبلاغ إدارة مطار دارين بخبر ثورة الأهالي في القطيف فصدرت الأوامر بتسليح أهالي دارين لتقديم النجدة للأمير المحاصر في القطيف، وإعداد منشورات تحذيرية تلقى بواسطة الطائرة المتمركزة في مطار دارين، وفعلاً تم إعداد المنشورات، وإلقائها على المتمردين فتم التسليم فوراً، فتحرك رجال دارين إلى الدرويشية، وفكوا الحصار عن أمير القطيف، ووفقًا لرواية شاهد عيان فان الطيار الذي حلق بالطائرة كان مواطنًا سعوديًّا من أصل مصري يدعى طلعت.